# Errhomenus brachypterus
Errhomenus brachypterus är en insektsart som beskrevs av Franz Xaver Fieber 1866. Errhomenus brachypterus ingår i släktet Errhomenus och familjen dvärgstritar. Utöver nominatformen finns också underarten E. b. helveticus.